# Katie Archibald
Katie Archibald (Milngavie, 12 marzo 1994) è una pistard e ciclista su strada britannica.
Su pista è stata campionessa olimpica nell'inseguimento a squadre ai Giochi di Rio 2016 e nell'americana ai Giochi di Tokyo 2020, e medaglia d'argento nell'inseguimento a squadre a Tokyo 2020; in carriera ha vinto inoltre sei titoli mondiali, due nell'omnium, tre nell'inseguimento a squadre e uno nell'americana, venti titoli europei (facendo suo almeno un titolo in tutte e sette le specialità endurance), quattordici prove di Coppa del mondo e due di Coppa delle Nazioni, e un'edizione della Champions League.

## Palmarès

### Pista
- 2013

Dublin International Grand Prix, Corsa a punti
Dublin International Grand Prix, Scratch
International Belgian Open, Corsa a punti
Campionati europei, Inseguimento a squadre (con Elinor Barker, Danielle King e Laura Trott)
2ª prova Coppa del mondo 2013-2014, Inseguimento a squadre (Aguascalientes, con Elinor Barker, Joanna Rowsell e Danielle King)
- 2014

Campionati del mondo, Inseguimento a squadre (con Elinor Barker, Joanna Rowsell e Laura Trott)
Campionati britannici, Inseguimento individuale
Campionati europei, Inseguimento a squadre (con Elinor Barker, Ciara Horne e Laura Trott)
Campionati europei, Inseguimento individuale
1ª prova Coppa del mondo 2014-2015, Inseguimento a squadre (Guadalajara, con Laura Trott, Elinor Barker, Ciara Horne e Amy Roberts)
2ª  Coppa del mondo 2014-2015, Inseguimento a squadre (Londra, con Elinor Barker, Ciara Horne e Laura Trott)
- 2015

Derby Revolution Series, Scratch
Dudenhofen Sprint Meeting, Omnium
Campionati britannici, Inseguimento a squadre (con Ciara Horne, Joanna Rowsell e Sarah Storey)
Campionati europei, Inseguimento a squadre (con Elinor Barker, Joanna Rowsell e Laura Trott)
Campionati europei, Inseguimento individuale
Campionati europei, Corsa a eliminazione
- 2016

Giochi olimpici, Inseguimento a squadre (con Elinor Barker, Joanna Rowsell e Laura Trott)
Campionati europei, Inseguimento individuale
Campionati europei, Omnium
1ª prova Coppa del mondo 2016-2017, Americana (Glasgow, con Manon Lloyd)
- 2017

Campionati britannici, Inseguimento individuale
Campionati britannici, Scratch
Campionati britannici, Corsa a punti
Campionati britannici, Omnium
Campionati del mondo, Omnium
Internazionale di Fiorenzuola, Scratch
Internazionale di Fiorenzuola, Corsa a punti
Internazionale di Fiorenzuola, Americana (con Emily Nelson)
Internazionale di Fiorenzuola, Omnium
Internazionale di Fiorenzuola, Corsa a eliminazione
Dudenhofen Sprint Meeting, Americana (con Eleanor Dickinson)
Dudenhofen Sprint Meeting, Omnium
Dudenhofen Sprint Meeting, Corsa a eliminazione
Campionati europei, Inseguimento individuale
Campionati europei, Omnium
2ª prova Coppa del mondo 2017-2018, Inseguimento a squadre (Manchester, con Elinor Barker, Emily Nelson e Neah Evans)
2ª prova Coppa del mondo 2017-2018, Americana (Manchester, con Elinor Barker)
2ª prova Coppa del mondo 2017-2018, Corsa a punti (Milton)
2ª prova Coppa del mondo 2017-2018, Americana (Milton, con Eleanor Dickinson)
- 2018

Campionati britannici, Inseguimento individuale
Campionati britannici, Scratch
Campionati britannici, Corsa a punti
Campionati del mondo, Americana (con Emily Nelson)
Giochi del Commonwealth, Inseguimento individuale
Internazionale di Fiorenzuola, Scratch
Internazionale di Fiorenzuola, Omnium
Campionati europei, Inseguimento a squadre (con Elinor Barker, Neah Evans e Laura Kenny)
Campionati britannici, Americana (con Elinor Barker)
2ª prova Coppa del mondo 2018-2019, Inseguimento a squadre (Milton, con Elinor Barker, Eleanor Dickinson e Laura Kenny)
2ª prova Coppa del mondo 2018-2019, Americana (Milton, con Elinor Barker)
3ª prova Coppa del mondo 2018-2019, Inseguimento a squadre (Berlino, con Emily Kay, Laura Kenny ed Emily Nelson)
3ª prova Coppa del mondo 2018-2019, Omnium (Berlino)
4ª prova Coppa del mondo 2018-2019, Inseguimento a squadre (Londra, con Eleanor Dickinson, Elinor Barker, Neah Evans e Laura Kenny)
4ª prova Coppa del mondo 2018-2019, Americana (Londra, con Laura Kenny)
- 2019

Campionati britannici, Inseguimento individuale
Campionati britannici, Corsa a punti
Sei giorni di Manchester, Americana (con Neah Evans)
Sei giorni di Manchester, Omnium
Sei giorni di Brisbane, Omnium
Internazionale di Fiorenzuola, Americana (con Elinor Barker)
Grand Prix of Poland, Corsa a punti
Grand Prix of Poland, Americana (con Neah Evans)
Campionati europei, Inseguimento a squadre (con Eleanor Dickinson, Elinor Barker, Neah Evans e Laura Kenny)
Sei giorni di Londra, Omnium
Sei giorni di Londra, Americana (con Neah Evans)
2ª prova Coppa del mondo 2019-2020, Inseguimento a squadre (Glasgow, con Elinor Barker, Eleanor Dickinson e Neah Evans)
- 2020

Campionati europei, Inseguimento a squadre (con Elinor Barker, Neah Evans, Laura Kenny e Josie Knight)
Campionati europei, Corsa a punti
- 2021

Belgian Track Meeting, Americana (con Laura Kenny)
Giochi olimpici, Americana (con Laura Kenny)
Campionati europei, Scratch
Campionati europei, Omnium
Campionati europei, Americana (con Neah Evans)
Campionati del mondo, Omnium
1ª prova Champions League, Corsa a eliminazione (Palma di Maiorca)
DBC 3 Dages, Scratch (Ballerup)
DBC 3 Dages, Americana (Ballerup, con Neah Evans)
DBC 3 Dages, Omnium (Ballerup)
2ª prova Champions League, Scratch (Panevėžys)
2ª prova Champions League, Corsa a eliminazione (Panevėžys)
3ª prova Champions League, Corsa a eliminazione (Londra)
4ª prova Champions League, Corsa a eliminazione (Londra)
- 2022

1ª prova Champions League, Scratch (Palma di Maiorca)
2ª prova Champions League, Scratch (Berlino)
2ª prova Champions League, Corsa a eliminazione (Berlino)
3ª prova Champions League, Corsa a eliminazione (Saint-Quentin-en-Yvelines)
TCL Points Race Paris, Corsa a punti (Saint-Quentin-en-Yvelines)
TCL Points Race London, Corsa a punti (Londra)
5ª prova Champions League, Corsa a eliminazione (Londra)
Track Cycling Challenge, Americana (Grenchen, con Neah Evans)
Track Cycling Challenge, Omnium (Grenchen)
Track Cycling Challenge, Corsa a eliminazione (Grenchen)
- 2023

Campionati europei, Inseguimento a squadre (con Elinor Barker, Neah Evans, Josie Knight e Anna Morris)
Campionati europei, Omnium
Campionati europei, Americana (con Elinor Barker)
3ª prova Coppa delle Nazioni, Inseguimento a squadre (Milton, con Megan Barker, Neah Evans, Josie Knight e Jessica Roberts)
3ª prova Coppa delle Nazioni, Omnium (Milton)
Campionati del mondo, Inseguimento a squadre (con Elinor Barker, Josie Knight, Anna Morris e Megan Barker)
Palma de Mallorca, Corsa a eliminazione
Berlin, Corsa a eliminazione
Berlin, Corsa a punti
Saint-Quentin-en-Yvelines, Corsa a eliminazione
London, Corsa a eliminazione
- 2024

Coppa delle Nazioni, Americana (Adelaide, con Elinor Barker)
Coppa delle Nazioni, Inseguimento a squadre (Milton, con Megan Barker, Josie Knight, Anna Morris e Jessica Roberts)
Coppa delle Nazioni, Americana (Milton, con Neah Evans)
Coppa delle Nazioni, Omnium (Milton)
Campionati del mondo, Inseguimento a squadre (con Jessica Roberts, Josie Knight, Anna Morris e Megan Barker)
Saint-Quentin-en-Yvelines, Scratch
Saint-Quentin-en-Yvelines, Corsa a eliminazione
Apeldoorn, Corsa a eliminazione
London, Scratch
- 2025

Campionati britannici, Corsa a punti

#### Altri successi
- 2021

Classifica endurance Champions League

### Strada
- 2018 (Wiggle High5, una vittoria)

Prologo BeNe Tour (Oosterhout, cronometro)

#### Altri successi
- 2013

Prologo Surf and Turf Two-day
- 2014 (Madison-Boot Out Breast Cancer)

Cheshire Classic
Curlew Cup
- 2017 (Team WNT Pro Cycling)

CiCLE Classic
Sheffield Grand Prix, criterium
National Road Circuit Championship

## Piazzamenti

### Competizioni mondiali
- Campionati del mondo su pista

Cali 2014 - Inseguimento a squadre: vincitrice
Cali 2014 - Corsa a punti: 4ª
St. Quentin-en-Yv. 2015 - Inseguimento a squadre: 2ª
St. Quentin-en-Yv. 2015 - Inseguimento individuale: 5ª
Hong Kong 2017 - Inseguimento individuale: 5ª
Hong Kong 2017 - Omnium: vincitrice
Apeldoorn 2018 - Scratch: 6ª
Apeldoorn 2018 - Inseguimento a squadre: 2ª
Apeldoorn 2018 - Americana: vincitrice
Pruszków 2019 - Inseguimento a squadre: 2ª
Pruszków 2019 - Omnium: 7ª
Pruszków 2019 - Americana: 4ª
Berlino 2020 - Inseguimento a squadre: 2ª
Roubaix 2021 - Inseguimento a squadre: 3ª
Roubaix 2021 - Omnium: vincitrice
Roubaix 2021 - Americana: 3ª
Roubaix 2021 - Corsa a punti: 2ª
St. Quentin-en.-Yv. 2022 - Inseguimento a squadre: 2ª
Glasgow 2023 - Inseguimento a squadre: vincitrice
Glasgow 2023 - Omnium: 4ª
Ballerup 2024 - Inseguimento a squadre: vincitrice
Ballerup 2024 - Americana: 3ª
- Giochi olimpici

Rio de Janeiro 2016 - Inseguimento a squadre: vincitrice
Tokyo 2020 - Inseguimento a squadre: 2ª
Tokyo 2020 - Americana: vincitrice
- Campionati del mondo su strada

Innsbruck 2018 - Cronosquadre: 4º

### Competizioni europee
- Campionati europei su pista

Apeldoorn 2013 - Inseguimento a squadre: vincitrice
Baie-Mahault 2014 - Inseguimento a squadre: vincitrice
Baie-Mahault 2014 - Inseguimento individuale: vincitrice
Atene 2015 - Inseguimento individuale Under-23: 2ª
Atene 2015 - Scratch Under-23: 6ª
Grenchen 2015 - Inseguimento a squadre: vincitrice
Grenchen 2015 - Inseguimento individuale: vincitrice
Grenchen 2015 - Corsa a eliminazione: vincitrice
St-Quentin-en-Yv. 2016 - Corsa a eliminazione: 2ª
St-Quentin-en-Yv. 2016 - Inseguimento individuale: vincitrice
St-Quentin-en-Yv. 2016 - Omnium: vincitrice
Berlino 2017 - Inseguimento a squadre: 2ª
Berlino 2017 - Inseguimento individuale: vincitrice
Berlino 2017 - Omnium: vincitrice
Glasgow 2018 - Inseguimento a squadre: vincitrice
Glasgow 2018 - Inseguimento individuale: 2ª
Glasgow 2018 - Omnium: 2ª
Glasgow 2018 - Americana: 4ª
Apeldoorn 2019 - Inseguimento a squadre: vincitrice
Apeldoorn 2019 - Inseguimento individuale: 3ª
Apeldoorn 2019 - Americana: 2ª
Plovdiv 2020 - Inseguimento a squadre: vincitrice
Plovdiv 2020 - Corsa a punti: vincitrice
Grenchen 2021 - Scratch: vincitrice
Grenchen 2021 - Omnium: vincitrice
Grenchen 2021 - Americana: vincitrice
Grenchen 2023 - Inseguimento a squadre: vincitrice
Grenchen 2023 - Omnium: vincitrice
Grenchen 2023 - Americana: vincitrice